# 小鳥醫生
小鳥醫生，本名張翺（英語：Cheung Ngo，？—），香港作家、精神科專科醫生。寫作題材環繞精神醫學，也著有小說。

## 生平
張翺出生和成長於香港，曾就讀於啓思小學和伊利沙伯中學，後考入香港大學醫學院。畢業後任職於公立醫院精神科，現已私人執業。2019年開始以筆名小鳥醫生寫作。

## 作品
- 精神醫學的另類教科書, 2020[3]
- 躁狂抑鬱對談錄, 2021[4][2][1]
- 濫藥治療診症室, 2021[5]
- 精神科待命30小時+, 2022[6][1]
  - 獲 第四届香港出版雙年獎[7]
- ADHD的另類教科書, 2022[8]
- 沒有精神病的都市, 2022[1]
- 21世紀精神病院工作實錄，2023
- 精神科待命30小時+(2), 2023
- 抑鬱症的另類教科書，2024

## 備註
1. ↑  參考官方臉書內容。

## 外部連結
- 小鳥醫生的Facebook專頁